# シンガロン・シンガソン
『シンガロン・シンガソン』は、私立恵比寿中学の11枚目のシングル（インディーズを含めると通算17枚目）である。2017年11月8日にSME Recordsから発売された。

## 概要
松野莉奈急死後に発売された初のシングルであり、廣田あいかのラスト参加シングルでもある。
完全生産限定盤A、完全生産限定盤B、通常盤の3形態での発売。完全生産限定盤の両方と初回仕様の通常盤にはトレーディングカード（全8種のうち1種ランダム）が封入されている。
「シンガロン・シンガソン」
2017年11月2日、表題曲のミュージック・ビデオがYouTubeで公開された。Mrs. GREEN APPLEの大森元貴が作詞作曲。
「HOT UP!!!」
「HOT UP!!!」は、毎夏恒例の野外ライブ「エビ中 夏のファミリー遠足 略してファミえん in モリコロパーク 2017」（2017年8月26日開催）のテーマソング。

## 収録曲
（私立恵比寿中学：真山りか、安本彩花、廣田あいか、星名美怜、柏木ひなた、小林歌穂、中山莉子）

### 完全生産限定盤A
1. シンガロン・シンガソン
作詞・作曲：大森元貴、編曲：大森元貴 & 山下洋介[1][4]
2019年3月13日リリースの5thアルバム『MUSiC』に、6人バージョンの「シンガロン・シンガソン（MUSiC Ver.）[9]」を収録[10]
2. EBINOMICS
作詞・作曲・編曲：栗原暁（Jazzin’park）、久保田真悟（Jazzin’park）、Tasuku Maeda[1][4]
3. シンガロン・シンガソン（Less Vocal）
4. EBINOMICS（Less Vocal）

特典映像BD
- 「中学生だけのドライヴ映像in 沖縄」[1][4]

### 完全生産限定盤B
1. シンガロン・シンガソン
2. 靴紐とファンファーレ
作詞・作曲・編曲：fu_mou[1][4]
3. シンガロン・シンガソン（Less Vocal）
4. 靴紐とファンファーレ（Less Vocal）

特典映像BD
- 「サドンデス」（「IDOL march HALLTOUR 2017〜今、君とここにいる〜」アウト！集ベストセレクション）[1][4]

### 通常盤
1. シンガロン・シンガソン
2. EBINOMICS
3. 靴紐とファンファーレ
4. HOT UP!!!
作詞・作曲：Jose（TOTALFAT）、編曲：Kuboty、Jose（TOTALFAT）[1][4]
5. シンガロン・シンガソン（Less Vocal）
6. EBINOMICS（Less Vocal）
7. 靴紐とファンファーレ（Less Vocal）
8. HOT UP!!!（Less Vocal）

## リリース日一覧
| 地域 | リリース日    | レーベル    | 規格                    | カタログ番号                       |
| ---- | ------------- | ----------- | ----------------------- | ---------------------------------- |
| 日本 | 2017年11月8日 | SME Records | CD（マキシシングル）+BD | SECL2230 - 2231（完全生産限定盤A） |
| 日本 | 2017年11月8日 | SME Records | CD（マキシシングル）+BD | SECL2232 - 2233（完全生産限定盤B） |
| 日本 | 2017年11月8日 | SME Records | CD（マキシシングル）    | SECL2234（通常盤）                 |